# Гораєць-Загробле
Гораєць-Загробле (пол. Gorajec-Zagroble) — село в Польщі, у гміні Радечниця Замойського повіту Люблінського воєводства.
Населення — 473 особи (2011).
У 1975-1998 роках село належало до Замойського воєводства.

## Демографія
Демографічна структура станом на 31 березня 2011 року:
|          | Загалом | Допрацездатний вік | Працездатний вік | Постпрацездатний вік |
| -------- | ------- | ------------------ | ---------------- | -------------------- |
| Чоловіки | 248     | 58                 | 156              | 34                   |
| Жінки    | 225     | 45                 | 124              | 56                   |
| Разом    | 473     | 103                | 280              | 90                   |